# Borussia Verein für Leibesübungen 1900 Mönchengladbach 1986-1987
Questa voce raccoglie le informazioni riguardanti il Borussia Verein für Leibesübungen 1900 Mönchengladbach nelle competizioni ufficiali della stagione 1986-1987.

## Stagione
Nella stagione 1986-1987 il Borussia Mönchengladbach, allenato da Jupp Heynckes, concluse il campionato di Bundesliga al 3º posto. In Coppa di Germania il Borussia Mönchengladbach fu eliminato in semifinale dall'Amburgo. In Coppa UEFA il Borussia Mönchengladbach fu eliminato in semifinale dal Dundee Utd. Il capocannoniere della squadra in campionato fu Uwe Rahn con 24 gol.

## Rosa
| N. |                           | Ruolo | Calciatore         |
| -- | ------------------------- | ----- | ------------------ |
|    | Germania Ovest (bandiera) | P     | Uwe Kamps          |
|    | Norvegia (bandiera)       | P     | Erik Thorstvedt    |
|    | Germania Ovest (bandiera) | D     | Ulrich Borowka     |
|    | Germania Ovest (bandiera) | D     | Hans-Günter Bruns  |
|    | Germania Ovest (bandiera) | D     | Hans-Georg Dreßen  |
|    | Germania Ovest (bandiera) | D     | Thomas Eichin      |
|    | Germania Ovest (bandiera) | D     | Michael Frontzeck  |
|    | Norvegia (bandiera)       | D     | Kai-Erik Herlovsen |
|    | Austria (bandiera)        | D     | Bernd Krauss       |
|    | Germania Ovest (bandiera) | D     | Thomas Krisp       |
|    | Germania Ovest (bandiera) | D     | Richard Sieburg    |
|    | Germania Ovest (bandiera) | C     | Dirk Bakalorz      |

| N. |                           | Ruolo | Calciatore            |
| -- | ------------------------- | ----- | --------------------- |
|    | Germania Ovest (bandiera) | C     | Andreas Brandts       |
|    | Germania Ovest (bandiera) | C     | Stefan Effenberg      |
|    | Germania Ovest (bandiera) | C     | Joachim Gehrmann      |
|    | Germania Ovest (bandiera) | C     | Guido Hoffmann        |
|    | Germania Ovest (bandiera) | C     | Christian Hochstätter |
|    | Germania Ovest (bandiera) | C     | Jörg Jung             |
|    | Germania Ovest (bandiera) | C     | André Winkhold        |
|    | Germania Ovest (bandiera) | A     | Christoph Budde       |
|    | Germania Ovest (bandiera) | A     | Hans-Jörg Criens      |
|    | Germania Ovest (bandiera) | A     | Ewald Lienen          |
|    | Germania Ovest (bandiera) | A     | Uwe Rahn              |
|    | Germania Ovest (bandiera) | A     | Günter Thiele         |

## Calciomercato

### Sessione estiva
| Acquisti | Acquisti        | Acquisti             | Acquisti |
| R.       | Nome            | da                   | Modalità |
| -------- | --------------- | -------------------- | -------- |
| C        | Dirk Bakalorz   | Hessen Kassel        |          |
| C        | Andreas Brandts | Alemannia Aquisgrana |          |
| A        | Günter Thiele   | Fortuna Düsseldorf   |          |

| Cessioni | Cessioni         | Cessioni          | Cessioni |
| R.       | Nome             | a                 | Modalità |
| -------- | ---------------- | ----------------- | -------- |
| C        | Peter Enevoldsen | LASK              |          |
| D        | Wilfried Hannes  | Schalke 04        |          |
| C        | Thomas Herbst    | Darmstadt         |          |
| A        | Frank Mill       | Borussia Dortmund |          |
| A        | Kurt Pinkall     | Monaco 1860       |          |

### Sessione invernale
| Acquisti | Acquisti | Acquisti | Acquisti |
| R.       | Nome     | da       | Modalità |
| -------- | -------- | -------- | -------- |

| Cessioni | Cessioni        | Cessioni     | Cessioni |
| R.       | Nome            | a            | Modalità |
| -------- | --------------- | ------------ | -------- |
| P        | Erik Thorstvedt | IFK Göteborg |          |

## Risultati

### Bundesliga

#### Girone di andata
| Arbitro: | Brückner |

|  |           |                              |
|  | Marcatori | 77’, 83’ Homp 81’ von Heesen |

| Arbitro: | Jupe |

|            |           |            |
| Wuttke 65’ | Marcatori | 26’ Dreßen |

| Arbitro: | Neuner |

|                          |           |                         |
| Flad 18’ Riedle 81’, 90’ | Marcatori | 7’ Dreßen 45’ Frontzeck |

| Arbitro: | Dellwing |

|            |           |                              |
| Thiele 40’ | Marcatori | 8’ (rig.), 81’ (rig.) Kutzop |

| Arbitro: | Wiesel |

|                   |           |            |
| Lameck 35’ (rig.) | Marcatori | 65’ Thiele |

| Arbitro: | Bruch |

|                 |           |            |
| Rahn 61’ (rig.) | Marcatori | 68’ Körbel |

| Arbitro: | Osmers |

|                                         |           |          |
| Pflügler 45’ Matthäus 55’ Wohlfarth 58’ | Marcatori | 68’ Rahn |

| Arbitro: | Brehm |

|                      |           |                     |
| Thiele 18’ Bruns 33’ | Marcatori | 58’ (aut.) Winkhold |

| Arbitro: | Barnick |

|            |           |            |
| Bührer 22’ | Marcatori | 51’ Lienen |

| Arbitro: | Mierswa |

|                                          |           |  |
| Lienen 52’ Thiele 57’, 70’ Rahn 64’, 88’ | Marcatori |  |

| Arbitro: | Boos |

|                |           |          |
| Thommessen 49’ | Marcatori | 74’ Rahn |

| Arbitro: | Theobald |

|                                            |           |  |
| Rahn 44’ Thiele 63’ Borowka 81’ Criens 90’ | Marcatori |  |

| Arbitro: | Scheuerer |

|             |           |                        |
| Wegmann 58’ | Marcatori | 61’ Rahn 85’ Frontzeck |

| Arbitro: | Kautschor |

|               |           |                       |
| Rahn 38’, 85’ | Marcatori | 12’ Dickel 90’ Storck |

| Arbitro: | Schäfer |

|                  |           |            |
| Weikl 38’ (rig.) | Marcatori | 82’ Dreßen |

| Arbitro: | Schmidhuber |

|                                   |           |              |
| Bakalorz 12’ Hochstätter 22’, 30’ | Marcatori | 90’ Lehnhoff |

| Arbitro: | Matheis |

|                              |           |  |
| Andersen 50’ Lieberwirth 84’ | Marcatori |  |

#### Girone di ritorno
| Arbitro: | Gabor |

|                               |           |               |
| Jusufi 44’ Schmöller 53’, 57’ | Marcatori | 20’ Frontzeck |

| Arbitro: | Neuner |

|  |           |              |
|  | Marcatori | 16’ Hartmann |

| Arbitro: | Reinstädtler |

|                                 |           |             |
| Frontzeck 31’ (rig.) Criens 71’ | Marcatori | 87’ Schüler |

| Arbitro: | Tritschler |

|            |           |                                                                             |
| Pezzey 65’ | Marcatori | 40’ Dreßen 48’ Rahn 50’ Hochstätter 57’, 74’ Criens 66’ Bakalorz 82’ Krauss |

| Arbitro: | Amerell |

|                            |           |            |
| Criens 17’ Hochstätter 34’ | Marcatori | 45’ Knäbel |

| Arbitro: | Föckler |

|                                                  |           |  |
| Turowski 53’, 61’ Thiele 65’ (aut.) Mitchell 87’ | Marcatori |  |

| Arbitro: | Zimmermann |

|  |           |            |
|  | Marcatori | 35’ Hoeneß |

| Arbitro: | Brehm |

|  |           |                          |
|  | Marcatori | 32’ Herlovsen 55’ Thiele |

| Arbitro: | Matheis |

|                                                           |           |                     |
| Rahn 3’, 14’, 43’ (rig.), 83’ Criens 51’, 87’ Borowka 86’ | Marcatori | 4’ Walter 64’ Trieb |

| Arbitro: | Neuner |

|  |           |                       |
|  | Marcatori | 23’ Rahn 44’ Winkhold |

| Arbitro: | Assenmacher |

|                            |           |  |
| Hochstätter 39’ Thiele 58’ | Marcatori |  |

| Arbitro: | Werner |

|                 |           |                                         |
| Merkle 48’, 77’ | Marcatori | 17’ Hochstätter 54’ Bruns 59’, 85’ Rahn |

| Arbitro: | Tritschler |

|                                      |           |               |
| Hochstätter 59’ Rahn 63’, 74’ (rig.) | Marcatori | 58’ Marquardt |

| Arbitro: | Föckler |

|  |           |                          |
|  | Marcatori | 14’ Hochstätter 32’ Rahn |

| Arbitro: | Kruse |

|                                                        |           |            |
| Hochstätter 10’ Borowka 35’ Weikl 46’ (aut.) Bruns 71’ | Marcatori | 89’ Dusend |

| Arbitro: | Neuner |

|                         |           |                                          |
| Allofs 35’ Woodcock 68’ | Marcatori | 27’ Hochstätter 31’, 75’ Rahn 80’ Thiele |

| Arbitro: | Zimmermann |

|                                        |           |  |
| Rahn 18’, 49’ Dreßen 26’ Frontzeck 69’ | Marcatori |  |

### Coppa di Germania
| Arbitro: | Correll |

|  |           |                                                        |
|  | Marcatori | 8’, 39’, 51’ Rahn 53’, 87’ Thiele 68’ Bruns 73’ Lienen |

| Arbitro: | Werner |

|                                                                    |           |            |
| Bakalorz 8’ Thiele 22’ Rahn 29’ Borowka 31’ Brandts 86’ Dreßen 90’ | Marcatori | 17’ Helmer |

| Arbitro: | Tritschler |

|  |           |                    |
|  | Marcatori | 99’, 111’ Bakalorz |

| Arbitro: | Wiesel |

|                                                                                    |           |                        |
| Criens 18’, 25’ Dreßen 45’, 76’ Rahn 49’, 90’ Bruns 50’ Krauss 61’ Hochstätter 88’ | Marcatori | 17’ Kuntz 68’ Witeczek |

| Arbitro: | Schmidhuber |

|           |           |  |
| Kastl 85’ | Marcatori |  |

### Coppa UEFA
| Arbitro: | Németh |

|            |           |  |
| Krauss 24’ | Marcatori |  |

| Arbitro: | Wurtz |

|               |           |                                   |
| Vučićević 47’ | Marcatori | 27’ Dreßen 82’ Brandts 85’ Lienen |

| Arbitro: | Arminio |

|                                               |           |             |
| Dreßen 18’, 44’ Rahn 53’ Bruns 68’ Thiele 79’ | Marcatori | 43’ Elstrup |

| Arbitro: | Fredriksson |

|  |           |                      |
|  | Marcatori | 37’ (rig.), 89’ Rahn |

| Arbitro: | Casarin |

|             |           |          |
| Durrant 14’ | Marcatori | 45’ Rahn |

| Mönchengladbach 10 dicembre 1986 Ottavi di finale - Ritorno | Borussia M'gladbach | 0 – 0 referto | Rangers | Bökelbergstadion (34 000 spett.)\| Arbitro: \| Ponnet \| |
| Arbitro:                                                    | Ponnet              |               |         |                                                          |

| Arbitro: | Halle |

|                                        |           |  |
| Criens 9’ Krauss 41’ Heitor 67’ (aut.) | Marcatori |  |

| Arbitro: | Valentine |

|                            |           |                                |
| Cascavel 36’ Alcântara 70’ | Marcatori | 30’ Bakalorz 85’ (aut.) Heitor |

| Dundee 8 aprile 1987 Semifinale - Andata | Dundee Utd     | 0 – 0 referto | Borussia M'gladbach | Tannadice Park (15 789 spett.)\| Arbitro: \| van Langenhove \| |
| Arbitro:                                 | van Langenhove |               |                     |                                                                |

| Arbitro: | Santos |

|  |           |                          |
|  | Marcatori | 43’ Ferguson 90’ Redford |

## Statistiche

### Statistiche di squadra
| Competizione      | Punti | In casa | In casa | In casa | In casa | In casa | In casa | In trasferta | In trasferta | In trasferta | In trasferta | In trasferta | In trasferta | Totale | Totale | Totale | Totale | Totale | Totale | DR  |
| Competizione      | Punti | G       | V       | N       | P       | Gf      | Gs      | G            | V            | N            | P            | Gf           | Gs           | G      | V      | N      | P      | Gf     | Gs     | DR  |
| ----------------- | ----- | ------- | ------- | ------- | ------- | ------- | ------- | ------------ | ------------ | ------------ | ------------ | ------------ | ------------ | ------ | ------ | ------ | ------ | ------ | ------ | --- |
| Bundesliga        | 43    | 17      | 11      | 2       | 4       | 42      | 18      | 17           | 7            | 5            | 5            | 32           | 26           | 34     | 18     | 7      | 9      | 74     | 44     | +30 |
| Coppa di Germania | -     | 2       | 2       | 0       | 0       | 15      | 3       | 3            | 2            | 0            | 1            | 9            | 1            | 5      | 4      | 0      | 1      | 24     | 4      | +20 |
| Coppa UEFA        | -     | 5       | 3       | 1       | 1       | 9       | 3       | 5            | 2            | 3            | 0            | 8            | 4            | 10     | 5      | 4      | 1      | 17     | 7      | +10 |
| Totale            | 43    | 24      | 16      | 3       | 5       | 66      | 24      | 25           | 11           | 8            | 6            | 49           | 31           | 49     | 27     | 11     | 11     | 115    | 55     | +60 |

### Andamento in campionato
| Giornata  | 1  | 2  | 3  | 4  | 5  | 6  | 7  | 8  | 9  | 10 | 11 | 12 | 13 | 14 | 15 | 16 | 17 | 18 | 19 | 20 | 21 | 22 | 23 | 24 | 25 | 26 | 27 | 28 | 29 | 30 | 31 | 32 | 33 | 34 |
| --------- | -- | -- | -- | -- | -- | -- | -- | -- | -- | -- | -- | -- | -- | -- | -- | -- | -- | -- | -- | -- | -- | -- | -- | -- | -- | -- | -- | -- | -- | -- | -- | -- | -- | -- |
| Luogo     | C  | T  | T  | C  | T  | C  | T  | C  | T  | C  | T  | C  | T  | C  | T  | C  | T  | T  | C  | C  | T  | C  | T  | C  | T  | C  | T  | C  | T  | C  | T  | C  | T  | C  |
| Risultato | P  | N  | P  | P  | N  | N  | P  | V  | N  | V  | N  | V  | V  | N  | N  | V  | P  | P  | P  | V  | V  | V  | P  | P  | V  | V  | V  | V  | V  | V  | V  | V  | V  | V  |
| Posizione | 17 | 15 | 15 | 16 | 15 | 13 | 15 | 13 | 13 | 13 | 14 | 12 | 9  | 9  | 8  | 8  | 9  | 10 | 11 | 11 | 10 | 10 | 10 | 11 | 10 | 10 | 9  | 9  | 5  | 5  | 3  | 3  | 3  | 3  |

Legenda:

Luogo: C = Casa; T = Trasferta. Risultato: V = Vittoria; N = Pareggio; P = Sconfitta.

### Statistiche dei giocatori
Sono in corsivo i calciatori che hanno lasciato la società a stagione in corso.
| Giocatore      | Bundesliga | Bundesliga | Bundesliga  | Bundesliga | Coppa di Germania | Coppa di Germania | Coppa di Germania | Coppa di Germania | Coppa UEFA | Coppa UEFA | Coppa UEFA  | Coppa UEFA | Totale   | Totale | Totale      | Totale     |
| Giocatore      | Presenze   | Reti       | Ammonizioni | Espulsioni | Presenze          | Reti              | Ammonizioni       | Espulsioni        | Presenze   | Reti       | Ammonizioni | Espulsioni | Presenze | Reti   | Ammonizioni | Espulsioni |
| -------------- | ---------- | ---------- | ----------- | ---------- | ----------------- | ----------------- | ----------------- | ----------------- | ---------- | ---------- | ----------- | ---------- | -------- | ------ | ----------- | ---------- |
| D. Bakalorz    | 18         | 2          | 0           | 0          | 5                 | 3                 | 0                 | 0                 | 9          | 1          | 0           | 0          | 32       | 6      | 0           | 0          |
| U. Borowka     | 33         | 3          | 5           | 0          | 5                 | 1                 | 0                 | 0                 | 10         | 0          | 0           | 0          | 48       | 4      | 5           | 0          |
| A. Brandts     | 23         | 0          | 1           | 0          | 2                 | 1                 | 0                 | 0                 | 5          | 1          | 0           | 0          | 30       | 2      | 1           | 0          |
| H. Bruns       | 32         | 3          | 4           | 0          | 5                 | 2                 | 0                 | 0                 | 10         | 1          | 0           | 0          | 47       | 6      | 4           | 0          |
| C. Budde       | 7          | 0          | 0           | 0          | 1                 | 0                 | 0                 | 0                 | 0          | 0          | 0           | 0          | 8        | 0      | 0           | 0          |
| H. Criens      | 23         | 7          | 0           | 0          | 4                 | 2                 | 1                 | 0                 | 7          | 1          | 0           | 0          | 34       | 10     | 1           | 0          |
| H. Dreßen      | 33         | 5          | 5           | 0          | 5                 | 3                 | 1                 | 0                 | 8          | 3          | 0           | 0          | 46       | 11     | 6           | 0          |
| S. Effenberg   | 0          | 0          | 0           | 0          | 0                 | 0                 | 0                 | 0                 | 0          | 0          | 0           | 0          | 0        | 0      | 0           | 0          |
| T. Eichin      | 1          | 0          | 0           | 0          | 0                 | 0                 | 0                 | 0                 | 0          | 0          | 0           | 0          | 1        | 0      | 0           | 0          |
| M. Frontzeck   | 34         | 5          | 3           | 0          | 5                 | 0                 | 0                 | 0                 | 10         | 0          | 0           | 0          | 49       | 5      | 3           | 0          |
| J. Gehrmann    | 0          | 0          | 0           | 0          | 0                 | 0                 | 0                 | 0                 | 0          | 0          | 0           | 0          | 0        | 0      | 0           | 0          |
| K. Herlovsen   | 17         | 1          | 2           | 0          | 3                 | 0                 | 0                 | 0                 | 4          | 0          | 0           | 0          | 24       | 1      | 2           | 0          |
| C. Hochstätter | 19         | 10         | 1           | 0          | 2                 | 1                 | 0                 | 0                 | 4          | 0          | 0           | 0          | 25       | 11     | 1           | 0          |
| G. Hoffmann    | 0          | 0          | 0           | 0          | 0                 | 0                 | 0                 | 0                 | 0          | 0          | 0           | 0          | 0        | 0      | 0           | 0          |
| J. Jung        | 0          | 0          | 0           | 0          | 0                 | 0                 | 0                 | 0                 | 2          | 0          | 0           | 0          | 2        | 0      | 0           | 0          |
| U. Kamps       | 31         | -?         | 0           | 0          | 5                 | -4                | 0                 | 0                 | 10         | -7         | 0           | 0          | 46       | -11+   | 0           | 0          |
| B. Krauss      | 28         | 1          | 4           | 0          | 4                 | 1                 | 0                 | 0                 | 7          | 2          | 0           | 0          | 39       | 4      | 4           | 0          |
| T. Krisp       | 8          | 0          | 1           | 0          | 0                 | 0                 | 0                 | 0                 | 4          | 0          | 0           | 0          | 12       | 0      | 1           | 0          |
| E. Lienen      | 28         | 2          | 3           | 0          | 5                 | 1                 | 0                 | 0                 | 9          | 1          | 0           | 0          | 42       | 4      | 3           | 0          |
| U. Rahn        | 31         | 24         | 3           | 0          | 5                 | 6                 | 0                 | 0                 | 9          | 4          | 0           | 0          | 45       | 34     | 3           | 0          |
| R. Sieburg     | 1          | 0          | 0           | 0          | 0                 | 0                 | 0                 | 0                 | 0          | 0          | 0           | 0          | 1        | 0      | 0           | 0          |
| G. Thiele      | 31         | 9          | 4           | 0          | 5                 | 3                 | 0                 | 0                 | 7          | 1          | 0           | 0          | 43       | 13     | 4           | 0          |
| E. Thorstvedt  | 3          | -?         | 0           | 0          | 0                 | -0                | 0                 | 0                 | 0          | -0         | 0           | 0          | 3        | -0+    | 0           | 0          |
| A. Winkhold    | 32         | 1          | 4           | 0          | 4                 | 0                 | 1                 | 0                 | 8          | 0          | 0           | 0          | 44       | 1      | 5           | 0          |